# Kamianske (oblast de Zaporijjia)
Kamianske (en ukrainien : Кам'янське, en russe : Каменское, Kamienskoïe) est une localité du sud de l'Ukraine, dépendante de l'oblast de Zaporijjia et du raïon de Vassylivka. Sa population s'élevait en 2019 à 2054 habitants.

## Géographie
Kamianske est traversée par la rivière Iantchekrak, un petit affluent de rive gauche du fleuve Dniepr. Elle fait face à l'ancien réservoir de Kakhovka. Elle se trouve à 173 km de la ville de Nova Kakhovka et de son ancien barrage, et à 40 km au sud-est de la ville de Zaporijjia. Elle est jouxtée au nord par la commune urbaine de Stepnohirsk.